# Axel Zerlaut
Axel Zerlaut ist ein ehemaliger deutscher Skispringer.

## Werdegang
Zerlaut gab sein internationales Debüt bei der Vierschanzentournee 1959/60. Bereits beim Auftaktspringen auf der Schattenbergschanze in Oberstdorf landete er mit dem 21. Platz auf seiner besten Platzierung im Rahmen seiner gesamten Vierschanzentournee-Karriere. Nachdem er in Garmisch-Partenkirchen auf der Großen Olympiaschanze mit Rang 37 nur ein mittelmäßiges Ergebnis erreicht hatte, reiste er nicht mit der Mannschaft nach Österreich zu den weiteren beiden Springen. In der Gesamtwertung erreichte Zerlaut Rang 39. In den folgenden Jahren konnte er nicht mehr an diese Platzierung anknüpfen. Nach drei erfolglosen Tourneen, bei denen er jeweils nur ein oder zwei Springen in Deutschland bestritt, beendete er 1965 seine aktive Skisprungkarriere.

## Erfolge

### Vierschanzentournee-Platzierungen
| Saison  | Platz | Punkte |
| ------- | ----- | ------ |
| 1959/60 | 39.   | 384,0  |
| 1960/61 | 61.   | 376,0  |
| 1961/62 | 84.   | 181,1  |
| 1964/65 | 79.   | 152,9  |